# Abul Mansûr Al Mâturîdî
 (octobre 2017).
Si vous disposez d'ouvrages ou d'articles de référence ou si vous connaissez des sites web de qualité traitant du thème abordé ici, merci de compléter l'article en donnant les références utiles à sa vérifiabilité et en les liant à la section « Notes et références ».
Al Imâm Abul Mansûr Al Mâturîdî (en arabe : ابو المنصور الماتريدي), né aux alentours de 852 (238 de l'Hégire) à Mâturîd, un bourg situé juste à côté de la ville de Samarcande, et mort en 944 (333 de l'Hégire) à Samarcande, est un éminent théologien sunnite originaire d'Ouzbékistan.
Il est le fondateur d'une école théologique portant son nom. Il fut, avec l'Imâm At Tahâwî, le principal transmetteur de la croyance de l'Imâm Abû Hanîfah. Il était un contemporain de l'Imâm Abou Hassan Al Ash'ari.
Le maturidisme est assez proche de l'ash'arisme. Cependant, il diverge sur quelques points, notamment sur la question de la liberté de l'homme : al-Maturidī se refuse en effet à reconnaître que les actes de l'homme ne puissent pas être de sa responsabilité, et que le pécheur puisse être puni pour un acte qu'il n'a pas commis volontairement.

## Ses œuvres
- Kitâb Ut Tawhîd
- Raddu Awâ°il Il Adilla
- Radd Ut Tahdhib fil Jadal
- Ta°wîlât Ul Qur°ân
- Bayânu Awhâm Il Mu'tazilah
- Kitâb Ul Maqâlât
- Ma°akhidh Ush Sharâ°i' In Usûl Il Fiqh
- Al Jadal fil Usûl Il Fiqh
- Radd Ul Usûl Il Khamsah
- Radd Ul Imâmah
- Ar Raddu 'Alâ Usûl Il Qarâmitah
- Raddu Wa'îd Ul Fussaq.

De tous ces écrits, aucun n'a été conservé.